# Pseudaegeria phlogina
Pseudaegeria phlogina is een vlinder uit de familie Stathmopodidae. De wetenschappelijke naam van de soort is voor het eerst geldig gepubliceerd in 1941 door Turner.